# Titanattus paganus
Titanattus paganus là một loài nhện trong họ Salticidae.
Loài này thuộc chi Titanattus. Titanattus paganus được Arthur Merton Chickering miêu tả năm 1946.